# فلوريان رودي
فلوريان رودي (بالألمانية: Florian Rudy)‏ (7 يناير 1989 بفيلينغن-شفنينغن في ألمانيا - ) هو لاعب كرة قدم ألماني في مركز الهجوم. لعب مع نادي أونترهاخينغ وSV Heimstetten ‏ وFC 08 Villingen ‏ وSpVgg Unterhaching II ‏.

## وصلات خارجية
- فلوريان رودي على موقع قاعدة بيانات كرة القدم.إي يو (الإنجليزية)
- فلوريان رودي على موقع بيانات كرة القدم. دي إي (الألمانية)
- فلوريان رودي على موقع عالم كرة القدم.نت (الإنجليزية)